# Steve Henson
Pour les articles homonymes, voir Henson.
Steve Henson, né le 2 février 1968, à Junction City, au Kansas, est un joueur et entraîneur américain de basket-ball. Il évolue au poste de meneur. 

## Palmarès
Joueur
- First-team All-Big Eight 1989

Entraîneur
- Entraîneur de l'année de la Conference USA 2018